# Crocidura wimmeri
La crocidura di Wimmer (Crocidura wimmeri Heim de Balsac & Aellen, 1958) è un mammifero soricomorfo della famiglia dei Soricidi, endemico della Costa d'Avorio.

## Distribuzione e habitat
La Crocidura wimmeri è una specie endemica del sud della Costa d'Avorio. Erano stati registrati degli esemplari al di fuori di questo paese e precisamente in Camerun e in Gabon, ma si trattò di un errore di classificazione perché questi erano esemplari di Crocidura batesi.
La crocidura di Wimmer vive solo nelle savane umide.

## Conservazione
Questa specie è molto rara. Alcuni studi dicono che non si registrano esemplari dal 1976.